# Тімо Ківінен
Тімо Пекка Ківінен (фін. Timo Kivinen, нар. 8 грудня 1959 р., Лаппеенранта) — фінський генерал і начальник оборони з
2019 р. Ківінен розпочав свою кар'єру драгуном, а в 2011 р. був підвищений до командира бригади Карелія, Заступника начальника штабу зі стратегії у 2015 р. та начальнику командування оборони Фінляндії у 2017 р.

## Кар'єра
Ківінен вступив на військову службу до Фінської армії в 1978 році і пройшов різні курси в країні і за кордоном, у тому числі курси повітряно-десантних військ та рейнджерів армії США в 1993 році, курси капітанів піхоти та курси штабних офіцерів Організації Об'єднаних Націй у Швеції 1996 року, Міжнародні візити Програма до США у 2003 р., Курси національної оборони у 2006 р., Курси вищого командування у 2007 р. та Курси флагманів та послів, Оборонний коледж НАТО у 2012 р. Він також навчався у Національному військовому коледжі у 1 -1993 рр.. та у Королівському коледжі. Він отримав ступінь бакалавра оборонних досліджень у Великій Британії у 2008 році. Молодші роки він провів у єгерському батальйоні Уусімаа і брав участь у боснійській війні як заступник командира фінського єгерського батальйону Сил зі стабілізації в Боснії та Герцеговині (SFOR) в 1997 році.
Він також служив аташе з питань оборони в Австрії, Угорщині та Україні з 1998 до 2001 року і став командиром єгерського полку Утті. З 2004 по 2007 рік він був начальником відділу та віце-президентом Національного університету оборони, з 2009 по 2010 рік — помічником начальника штабу відділу планів та політики Командування оборони, помічником начальника штабу відділу планів та політики Командування оборони з 2009 року. до 2010 року, поки він не став командиром бригади «Карелія» з 2011 до 2014 року, став заступником начальника штабу зі стратегії з 2015 по 2017 рік, став начальником командування оборони Фінляндії з 2017 по 2019 рік і став начальником оборони 1 серпня.

## Нагороди
- Орден «За заслуги» I ст. (Україна, 28 грудня 2023) — за вагомий особистий внесок у зміцнення міждержавного співробітництва, підтримку державного суверенітету та територіальної цілісності України, популяризацію Української держави у світі[4]